# ラノベニュースオンライン
ラノベニュースオンラインは、株式会社Daysにより運営される、日本のライトノベル関連情報専門ニュースサイトである。
通称はサイト名を略して「ラノオン」と称される。

## 概要
ライトノベル関連の最新ニュースを取り扱うことを掲げており、1日に6記事前後のニュースを配信することを掲げている。また、2015年6月からは運営者が新たになり、「suzu@ラノベニュースオンライン編集長」によって運営されている。2019年10月からは株式会社Daysのメディア事業部により運営されている。尚、編集長の鈴木は、ラノベニュースオンラインを代表して次にくるライトノベル大賞のインタビューを受けている。
ラノベニュースオンラインは、「SmartNews」などのメディアへの記事配信も行っている。
2020年10月にはインタビュー記事やラノベニュースオンラインアワードの結果を報じるためのフリーペーパー「ラノベNEWSオフライン」を創刊しており、初回は『転生したらスライムだった件』がその表紙を飾っている。
2016年からは読者投票で人気作品などを選出する「ラノベニュースオンラインアワード」を毎月実施している。
また、2011年から「ラノベの素」と題した独占インタビューも定期的に行なっている。